# Wiktor-Andrei Stanislawowitsch Borowik-Romanow
Wiktor-Andrei Stanislawowitsch Borowik-Romanow (genannt Andrei und oft A. S. Borovik-Romanov zitiert, russisch Виктор-Андрей Станиславович Боровик-Романов, englische Transkription Viktor-Andrei Borovik-Romanov; * 18. März 1920 in Petrograd; † 31. Juli 1997 in Cairns, Australien) war ein russischer Physiker.
Borowik-Romanow (er stammte aus dem Adelshaus Romanow) machte 1947 seinen Abschluss an der Lomonossow-Universität. Danach war er am Moskauer Institut für Maße und Messgeräte und ab 1956 am Institut für Physikalische Probleme der Sowjetischen Akademie der Wissenschaften (dem späteren Kapiza-Institut).
Er untersuchte als Experimentalphysiker den Antiferromagnetismus und entdeckte den Piezomagnetismus. Er war 1984 einer der Entdecker der Spin-Suprafluidität.
1966 wurde er korrespondierendes und 1972 Vollmitglied der Sowjetischen Akademie der Wissenschaften. 1972 erhielt er den Landau-Preis. Er war seit 1984 Mitglied der Deutschen Akademie der Naturforscher Leopoldina.
Er war Träger des Ordens des Vaterländischen Krieges II. Klasse. 1975 erhielt den Orden des Roten Banners der Arbeit, 1980 den Leninorden und 1993 den Staatspreis der Russischen Föderation.

## Schriften
- Herausgeber Spin waves and magnetic relaxations, 2 Bände, North Holland 1988
- Herausgeber mit E. P. Velichov Physics of the 20th century: history and outlook, Moskau, MIR Publ. 1987
- Low temperature physics, Moskau, MIR Publ. 1985
- mit Yuri M. Bunkov Spin supercurrent and magnetic relaxation in He-3, Harwood Academic Publ. 1990
- mit Yuri M. Bunkov,  V.V.  Dmitriev,  Yu.M.  Mukharskiy: Long Lived Induction Decay Signal Investigations in 3 He, JETP Lett., Band 40, 1984, S.  1033